# 王希賢 (嘉靖進士)
王希賢（1494年—？），字行復，山東濟南府濟陽縣人，軍籍，明朝政治人物。

## 生平
嘉靖四年（1525年）乙酉科山東鄉試第二十九名舉人。嘉靖十四年（1535年）中式乙未科會試第一百二十四名，登第三甲第一百六十三名進士。

## 家族
曾祖王有才；祖父王泰；父王肅，母蕭氏。慈侍下。